# Daisy Daix
Pour les articles homonymes, voir Daix.
Daisy Daix, nom de scène de Denise Rosa Marie Ghislaine Decoux, est une actrice belge née le 2 novembre 1920 à Gentinnes et morte dans un accident de la route le 16 août 1950 à Clichy.

## Biographie
Daisy Daix a commencé sa carrière d'artiste à 17 ans comme chanteuse, dans le nord de la France et en Suisse, avant de devenir à Paris la vedette d'une revue au Lido et d'être engagée aux Folies Bergère. Partie à Hollywood en 1946, elle n'y tourna aucun film. De retour en France, elle eut un rôle dans trois longs métrages.
Elle meurt dans un accident de la route à Clichy le 16 août 1950.

## Filmographie
- 1948 : Bichon de René Jayet : Loulou
- 1949 : Une femme par jour de Jean Boyer : Peggy
- 1951 : Cœur-sur-Mer de Jacques Daniel-Norman : Lulu de Sainte-Cassette